# Тасе Христов
 Тази статия е за стружкия деец на ВМОРО.  За леринския вижте Тасе Христов (Прекопана).  
Атанас (Тасе) Христов Тодоров с псевдоним Аврам Барон и Барун е български революционер, охридски войвода на Вътрешната македоно-одринска революционна организация.

## Биография
Тасе Христов е роден в стружкото село Присовяни, тогава в Османската империя. По занаят е дюлгерин. В 1898 година влиза във ВМОРО и първоначално е терорист на организацията. От 1899 година е четник и до 25 март 1903 година е в четата на Никола Русински, заедно с баща си Христо Ангелов и братята си Цветко Христов и Дойчин Христов - също революционери от ВМОРО. През лятото на 1902 година става районен войвода на Малесията и Охридско.
На 15 март (стар стил) 1903 участва в сражението с турците при Оздолени, в което е убит поручик Тома Давидов.
При подготовката на Илинденско-Преображенското въстание Тасе Христов е войвода на Малесиевската чета. Секретар на четата е Арсени Йовков. Тасе Христов участва на събрание, заедно с Христо Узунов, Деян Димитров, Никола Митрев, Антон Кецкаров, Александър Чакъров и Лазар Димитров за Охридския революционен район. Делегат е на третото заседание на Смилевския конгрес на ВМОРО. Избран е за горски началник на Малесията.
По време на въстанието четата, ръководена от Тасе Христов, напада аскера в село Елевци. Водят редица сражения, заобиколени от редовен аскер и сформирани в Жупа башибузушки отряди. На 4 август се прехвърлят в Горно Дебърско, където продължили действията си заедно с четите на Смиле Войданов.
Във втората половина на септември, след като събират и скриват оръжието от демобилизираните чети в района Тасе с братята си Цветан и Дойчин бягат в България, водени по разработен канал от кичевския войвода Ванчо Сърбаков
През Балканската и Междусъюзническата война Тасе Христов е доброволец в Македоно-одринското опълчение и служи в 3 рота на Шеста охридска дружина. През Първата световна война служи в Единадесета пехотна македонска дивизия.
След войната се включва във възстановената Вътрешна македонска революционна организация на 3 април 1925 година е назначен от Централния комитет за войвода на Ресенска околия с 9 четници.
Активист е на Стружкото благотворително братство.